# Vampyrfilm

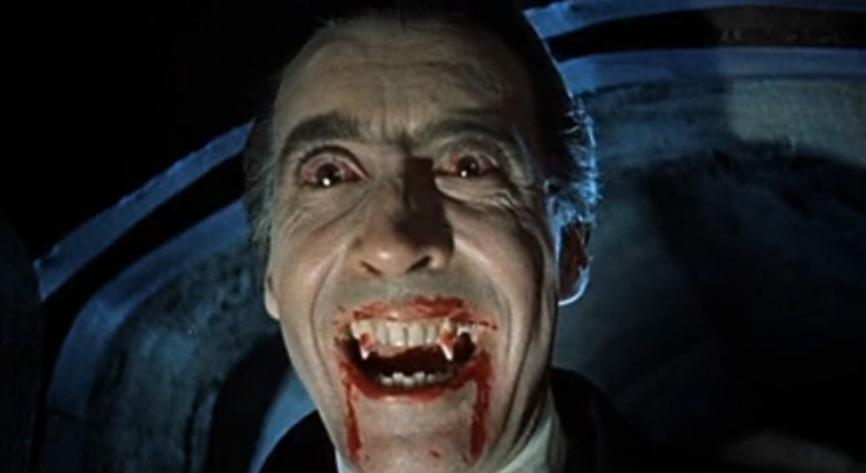
Christopher Lee som greve Dracula i I Draculas klor (1958)

Vampyrfilm är en skräckfilmsgenre med vampyrtema. Ett gemensamt drag hos vampyrerna är blodtörsten, men i övrigt skiljer de sig en hel del åt från Nosferatu till Blade. Viktiga och stilbildande filmer i denna genre är F. W. Murnaus Nosferatu (1922) och Tod Brownings Dracula (1931), båda baserade på Bram Stokers roman Dracula. Båda filmerna etablerade också varsin huvudriktlinje för hur vampyrer skildrats på film alltsedan dess; Nosferatu med sin råttliknande vampyr, och Dracula med sin romantiska vampyr. Andra viktiga bidrag till genren är brittiska Hammer Horrors många vampyrfilmer under 1960-talet med Christopher Lee i titelrollen. Först ut var I Draculas Klor (1958).
Den första svenska vampyrfilmen är Frostbiten från 2006.

## Urval av filmer
- Nosferatu (1922)
- Dracula (1931)
- Vampyr - Der Traum des Allan Grey (1932)
- I Draculas Klor (1958)
- Draculas vålnad (1968)
- Vampyrernas natt (1969)
- Scars of Dracula (1970)
- Count Dracula (1970)
- Blood for Dracula (1974)
- Skräcknatten (1985)
- Subspecies (1991)
- Oskyldigt blod (1992)
- Bram Stokers Dracula (1992)
- En vampyrs bekännelse (1994)
- From Dusk Till Dawn (1996)
- Blade (1998)
- Shadow of the Vampire (2000)
- De fördömdas drottning (2002)
- Underworld (2003)
- Bram Stokers Way of the vampire (2003)
- Twins effect (2003)
- Out for Blood (2004)
- Van Helsing (2004)
- Hellsing (2005)
- Bloodrayne (2005)
- Frostbiten (2006)
- Underworld: Evolution (2006)
- Perfect creature (2006)
- 30 Days of Night (2007)
- Låt den rätte komma in (2008)
- Twilight (2008)
- The Twilight Saga: New Moon (2009)
- The Twilight Saga: Eclipse (2010)
- The Twilight Saga: Breaking Dawn - Part 1 (2011)
- The Twilight Saga: Breaking Dawn - Part 2 (2012)

## Urval av TV-program
- The Munsters (1964-1966)
- Salem's Lot (1979) (1979)
- Vampyrernas hemlighet (1996)
- Buffy och vampyrerna (1997-2003)
- Angel (TV-serie) (1999-2003)
- Blade: The Series (2006)
- Young Dracula (2006-2014)
- Moonlight (2007-2008)
- Being Human (2008-2013)
- True Blood (2008-2014)
- The Vampire Diaries (2009-)
- Dracula (TV-serie) (2013-2014)
- Hemlock Grove (2013-2015)
- The Originals (TV-serie) (2013-)
- Penny Dreadful (TV-serie) (2014-)